# Самусев, Андрей Фёдорович
Андрей Фёдорович Самусев (1908—1965) — красноармеец Рабоче-крестьянской Красной Армии, участник Великой Отечественной войны, Герой Советского Союза (1943).

## Биография
Андрей Самусев родился 5 октября 1908 года в деревне Высокое (ныне — Рогачёвский район Гомельской области Белоруссии). После окончания семи классов школы работал в колхозе. В 1930—1932 и 1939—1940 годах проходил службу в Рабоче-крестьянской Красной Армии. В 1941 году Самусев в третий раз был призван в армию. С того же года — на фронтах Великой Отечественной войны.
К октябрю 1943 года красноармеец Андрей Самусев был миномётчиком 685-го стрелкового полка (193-й стрелковой дивизии, 65-й армии, Центрального фронта). Отличился во время битвы за Днепр. 15 октября 1943 года Самусев переправился через Днепр в районе села Каменка, (Репкинского района, Черниговской области, Украинской ССР) и принял активное участие в боях за захват и удержание плацдарма на его западном берегу. Лично участвовал в отражении немецких контратак, уничтожив несколько солдат противника.
Указом Президиума Верховного Совета СССР от 30 октября 1943 года за «образцовое выполнение боевых заданий командования на фронте борьбы с немецкими захватчиками и проявленные при этом мужество и героизм» красноармеец Андрей Самусев был удостоен высокого звания Героя Советского Союза с вручением ордена Ленина и медали «Золотая Звезда» за номером 1600.
После окончания войны старший сержант Самусев был демобилизован. Проживал и работал на родине, после окончания курсов председателей колхозов работал по специальности. Скончался 8 мая 1965 года.
Был также награждён орденом Красной Звезды и рядом медалей.